# عادل رمزی
عادل رمزی (عربی: عادل رمزي؛ زادهٔ ۱۴ ژوئیهٔ ۱۹۷۷) بازیکن فوتبال اهل مراکش بود.
از باشگاه‌هایی که در آن بازی کرده‌است می‌توان به باشگاه ورزشی ام صلال، باشگاه فوتبال رودا جی‌سی کرکراد، باشگاه فوتبال ویلم دوم، باشگاه فوتبال اودینزه، باشگاه فوتبال توئنته، باشگاه فوتبال اوترخت، باشگاه فوتبال الکوکب المراکشی، باشگاه فوتبال آزد آلکمار، باشگاه ورزشی الوکره، باشگاه فوتبال پی‌اس‌وی آیندهوون، و باشگاه فوتبال کوردوبا اشاره کرد.
وی همچنین در تیم ملی فوتبال مراکش بازی کرده‌است.